# Berberis gracilipes
Berberis gracilipes är en berberisväxtart som beskrevs av Oliver. Berberis gracilipes ingår i släktet berberisar, och familjen berberisväxter. Inga underarter finns listade i Catalogue of Life.